# It (romanzo)
It è un romanzo horror scritto da Stephen King e pubblicato nel 1986.
It è una lunga e sinistra saga corale che si espande tra orrori inquietanti e drammi umani senza speranza,  trattando i temi che in seguito diventeranno il simbolo dell'autore: la forza soverchiante della memoria, la profonda incisività dei traumi infantili, il prezzo della violenza occultata dietro una fragile maschera di felicità, la grettezza e la bassezza umana nascosta dietro le apparenze di una ridente e piccola cittadina.
Per quanto It sia considerato principalmente un romanzo horror, in esso sono presenti molti elementi comuni al romanzo di formazione.
Il romanzo è la storia di sette amici provenienti dalla fittizia città di Derry, Maine, ed è raccontata alternando due diversi periodi temporali. Dal libro sono stati tratti un'omonima miniserie televisiva nel 1990 e una trasposizione cinematografica divisa in due parti: It (2017) e It - Capitolo due (2019).

## Trama

### 1957-1960
Ottobre 1957. Una misteriosa entità multiforme si risveglia da un letargo di 27 anni trascorso nelle viscere della città di Derry, nel Maine, e assume la forma del clown Pennywise. Il primo incontro avviene con un bambino di sei anni, George Denbrough, che sta tentando di recuperare una barchetta di carta da un canale di scolo. Pennywise avvicina George al tombino per rendergli la barchetta, poi lo uccide brutalmente divorandogli il braccio sinistro.
A giugno Ben Hanscom, un ragazzo obeso, viene attaccato dalla banda di bulli locali, capitanata da Henry Bowers (che incide sulla pancia di Ben una H). Ben si salva inoltrandosi nelle lande, dove fa conoscenza con l'ipocondriaco Eddie Kaspbrak e Bill Denbrough, il balbuziente fratello maggiore di Georgie. I tre ragazzi stringono amicizia con altri due ragazzi, l'irruento Richie Tozier e l'ebreo Stan Uris, e una ragazza, Beverly Marsh, con i quali formano il gruppo dei "Perdenti". Presto si rendono conto che ciascuno di loro ha avuto un incontro personale con It: a Ben è apparso come un clown-mummia sulla superficie del fiume, a Eddie come un vagabondo lebbroso, a Bill come Georgie nell'album sanguinante di quest'ultimo, a Richie come la statua animata del boscaiolo Paul Bunyan, a Beverly come le voci dei bambini scomparsi in un lavandino sanguinante e a Stan come i fantasmi dei bambini morti alla cisterna cittadina. Bill e Richie, indagando, visitano una casa abbandonata a Neibolt Street e vengono attaccati da It in forma di licantropo, riuscendo a salvarsi e a rallentarlo immaginando di poterlo ferire con determinati strumenti.
Un giorno, i Perdenti si dirigono ai Barren (una zona disabitata ai confini di Derry) per giocare, ma vengono raggiunti da Henry e dalla sua banda che stanno inseguendo Mike Hanlon, un ragazzino afroamericano. I Perdenti decidono di difendere quest'ultimo e ingaggiano una battaglia a colpi di sassi e petardi contro i bulli, riuscendo a metterli in fuga e accogliendo tra loro Mike, che si unisce al gruppo. Anche quest'ultimo rivela di essere riuscito a sfuggire a It in un'occasione in cui lo aveva attaccato sotto forma di un mostruoso uccello gigante alla fabbrica abbandonata. Anche lui come gli altri è riuscito a respingere It, rintanandosi in una cavità, tirandogli sassi e cocci, ferendolo alle zampe e a un occhio.
It minaccia di morte i Perdenti se proveranno a fermarlo, ma Bill percepisce che ha paura di loro e giura di uccidere il mostro per vendicare Georgie. I Perdenti, sotto consiglio di Ben, si sottopongono a un'antica prova indiana, al termine della quale Richie e Mike scoprono che It esiste da milioni di anni ed è giunto sulla Terra in un non meglio identificato meteorite o su un'astronave (descritta simile a una versione oscura dell'arca dell'alleanza).
Qualche tempo dopo, Eddie viene a sapere dal suo farmacista che la medicina per la sua asma non è altro che un placebo a base di acqua e canfora, pertanto non è davvero malato ma è stato psicologicamente indotto a crederlo dalla madre iperprotettiva. Approfittando di questo momento di debolezza psicologica (si suppone a causa della manipolazione degli eventi di It), viene attaccato e pestato a sangue dalla banda di Henry, che gli spezzano un braccio.
Eddie finisce in ospedale e la madre tenta di impedire ai Perdenti di incontrarlo: Eddie riesce però a imporsi per la prima volta ed è libero di vedere i suoi amici .
Il giorno successivo, alla discarica, Beverly assiste casualmente alla morte di Patrick Hockstetter, un sociopatico membro della banda di Henry, il quale viene ucciso da It sotto forma di sanguisughe alate uscenti dal frigorifero abbandonato in cui rinchiudeva degli animali per farli morire. Una delle sensaguisughe aveva attaccato Beverly, ma lei, con la sua micidiale fionda era stata in grado di ucciderla, percependo in quel momento, di avere ferito It, in una delle sue forme. It cerca ancora di minacciare i Perdenti, ma questi ultimi non si lasciano intimidire.
Il gruppo forgia dei proiettili d'argento da delle monete per usarli contro il mostro, basandosi sulle loro conoscenze dai film horror in cui l'argento è il punto debole delle creature mostruose. Poi si dirigono alla casa di Neibolt Street con l'intento di affrontare It. Inizialmente la casa inizia ad ingrandirsi, Bill capisce che It sta cercando di dividerli, ma egli riesce a infrangere le sue illusioni. Qui il gruppo ingaggia uno scontro contro la creatura, che assume nuovamente la forma di licantropo, riuscendo a ferirlo grazie ai proiettili d'argento scagliati da Beverly con una fionda e alla forza congiunta delle loro menti, costringendo il mostro a darsi alla fuga.
Ad agosto It manipola Henry, ormai impazzito, consegnandogli un coltello con cui uccidere il padre abusivo e spingendolo ad andare a cacciare i Perdenti per eliminarli. Beverly è costretta a scappare da casa quando suo padre violento cerca di aggredirla (e probabilmente di abusare sessualmente di lei) in parte a causa dell'influenza di It; dopo essere sfuggita all'uomo e alla banda di Henry, la ragazza si ricongiunge con gli amici e capisce che ormai la creatura ha posto sotto il suo controllo tutta la città e gli adulti per impedire loro di intervenire. I Perdenti si introducono nelle fogne (dove il mostro abita) per affrontarlo in definitiva, inseguiti da Henry e la sua banda. Questi ultimi sono assaliti da It sotto forma di Mostro di Frankenstein e solo Henry riesce a fuggire. Il gruppo raggiunge It, il quale assume la forma delle loro peggiori paure; Bill utilizza un'antica tecnica mistica di cui aveva letto in un libro, il Rito di Chüd, per entrare nella mente di It, riuscendo a sconfiggerlo con l'aiuto di un'entità benevola chiamata la Tartaruga (che aveva protetto i Perdenti fino a quel momento, impedendo loro di essere uccisi). I ragazzi, ritenendo di aver eliminato la creatura, si dirigono verso l'uscita dalle fogne; per riuscirci devono però approfondire il loro legame, quindi Beverly ha un rapporto sessuale con ciascuno dei suoi amici, il primo è Eddie, al quale Beverly poi chiederà se gli è piaciuto, per capire se è "arrivato fino in fondo", nessuno ci arriva tranne Ben, che andrà dopo Eddie, dopo di lui c'è Mike, poi Stan, Richie e per ultimo Bill. Una volta fuori i Perdenti suggellano un patto col sangue, giurando di tornare a Derry ad affrontare It nel caso ritorni.

### 1984-1985
Giugno 1984. Una coppia gay, Adrian Mellon e Don Hagarty, viene attaccata da tre teppisti omofobi che scaraventano Adrian da un ponte. I tre giovani vengono più tardi arrestati per omicidio quando viene trovato il cadavere mutilato di Adrian, nonostante uno dei tre affermi di aver visto un pagliaccio divorare il corpo del ragazzo sotto il ponte. Successivamente un massiccio numero di omicidi di bambini colpisce Derry, e Mike (l'unico dei Perdenti rimasto in città) chiama gli altri componenti del gruppo per tener fede alla promessa fatta 27 anni prima.
Bill è diventato uno scrittore di libri horror di successo ed è sposato con l'attrice Audra Phillips, vivendo con lei a Londra. Beverly, che vive a Chicago, è una nota designer di moda sposata con Tom Rogan, uomo violento e abusivo come suo padre. Eddie si è trasferito a Manhattan dove dirige un'azienda di noleggio limousine ed è sposato con una donna chiamata Myra, ansiosa e protettiva nei suoi confronti come lo era sua madre. Richie vive a Los Angeles dove conduce un proprio talk show comico alla radio. Ben è dimagrito, è divenuto un famoso architetto e vive in una fattoria nel Nebraska. Stan è un ragioniere commercialista ad Atlanta ed è sposato. Tutti loro non hanno avuto figli e hanno subito una sorta di amnesia collettiva sulla loro infanzia, riacquistando lentamente i ricordi a partire dalla chiamata di Mike. Tutti accettano di tornare tranne Stan, che si suicida nella vasca da bagno per paura di dover riaffrontare le proprie paure infantili.
I Perdenti scoprono che It si risveglia ogni 27 anni circa, per un periodo di 16-17 mesi, per nutrirsi di carne umana (prevalentemente di bambini, in quanto più suggestionabili degli adulti) e tornare poi a dormire nelle fogne di Derry. Ogni volta che It va in letargo, a Derry accade sempre un incidente tragico. Il gruppo ha nuovamente dei singoli incontri con la creatura: a Ben appare come un vampiro in biblioteca, a Eddie come i bambini morti nei Barren, a Beverly come una strega e poi come suo padre, Richie trova un Pennywise gigante al posto della statua cittadina di Paul Bunyan, Mike lo vede come Stan e Bill non lo incontra ma ritrova le sue paure nello scioglilingua della sua infanzia ("stanno stretti sotto i letti sette spettri a denti stretti"); It usa anche dei biscotti della fortuna con dentro sangue e insetti alla cena di ritrovo dei Perdenti, facendo riapparire loro cicatrici risalenti all'estate del 1958. Ciò nonostante, i Perdenti decidono di affrontare di nuovo It ed eliminarlo per sempre.
Nel frattempo Henry, rinchiuso in un manicomio da 27 anni in quanto incastrato da It per gli omicidi dei bambini commessi nel 1958, viene fatto evadere da It che lo incarica di uccidere i Perdenti. Il criminale cerca di uccidere Mike ed Eddie, ferendo gravemente il primo e rompendo nuovamente il braccio al secondo prima di essere ucciso da Eddie. Tom, dopo aver picchiato un'amica di Beverly per costringerla a dirgli dove sia andata la moglie, si dirige a Derry con l'intento di vendicarsi di Beverly per l'abbandono subito; qui cade sotto il controllo di It e rapisce Audra, giunta a sua volta in città perché preoccupata per i comportamenti di Bill, portando la donna nella tana del mostro. La creatura si palesa con il suo vero aspetto, causando un infarto e la morte istantanea a Tom mentre Audra cade in stato catatonico.
Mentre Mike viene ricoverato in ospedale, i Perdenti restanti decidono di affrontare in definitiva It e si dirigono nelle fogne. Bill e Richie affrontano la creatura con il Rito di Chüd ma la creatura, che ha assunto la forma di un ragno gigante, uccide Eddie strappandogli il braccio. Beverly rimane con il cadavere dell'amico e Audra, mentre Ben, Richie e Bill inseguono It. Scoprendo che ha deposto delle uova per riprodursi Ben le distrugge, mentre Bill e Richie uccidono in definitiva la creatura strappandole il cuore a mani nude.
Alla morte di It, si scatena una furiosa tempesta che distrugge tutta la città di Derry; Mike conclude che It e Derry fossero un solo organismo. I sopravvissuti del gruppo dei Perdenti tornano ciascuno alla propria vita, mentre Ben e Beverly diventano una coppia. Bill riesce a risvegliare Audra portandola in giro con Silver, la bicicletta che possedeva da bambino e tutti i Perdenti sopravvissuti dimenticano nuovamente quanto accaduto.

## Genesi dell'opera
Nel 1978 King e la sua famiglia vivevano a Boulder, in Colorado. Una sera, King andò da solo a ritirare la macchina dall'officina e si imbatté in un vecchio ponte di legno, con una strana forma a gobba, che decise di percorrere. Mentre camminava, gli ritornò in mente una favola norvegese dei tre caproni burberi che dovevano attraversare un ponte per arrivare al pascolo di montagna, superando il blocco di un troll. 

King decise di trapiantare lo scenario della fiaba in un contesto di vita reale di proprio interesse, applicandovi il testo di Three Billy Goats Gruff, come era stato raccolto da Peter Christen Asbjørnsen e Jørgen Moe, e successivamente tradotto da George Webbe Dasent. King fu ulteriormente ispirato dal racconto di Marianne Moore riguardante "rospi reali che camminavano in giardini immaginari", che egli trasformò in autentici troll collocati nel medesimo prato verde.
Il progetto editoriale fu ripreso due anni più tardi, con le idee maturate gradualmente nel frattempo, in particolare quella di intrecciare la vicenda degli animali con quella dei bambini e della loro vita adulta.
Il romanzo è stato cominciato a Bangor, nel Maine, il 9 settembre 1981 e completato il 28 dicembre 1985, trovando influenza anche nei miti e leggende metropolitane che accompagnarono la costruzione dell’ideale di fogna, come antro di forze oscure.

## Dedica
Il romanzo è dedicato ai figli dell'autore:

## Temi
It tratta il mito dell'innocenza perduta, mettendo in discussione il confine fra necessità e libero arbitrio. Il critico Grady Hendrix di Tor.com notò l'unidirezionalità che obbliga i fanciulli a passare per la porta di nome "Sesso", impedendo ai nuovi adulti di tornare indietro. Christopher Lehman-Haupt del New York Times riconobbe in It i tratti storici dell'America del XX secolo, fatta di criminalità, bigottismo razziale e religioso, difficoltà economiche, conflitti di lavoro e inquinamento industriale. Il racconto sarebbe un museo della cultura popolare degli anni cinquanta: marchi di tendenza, canzoni e star del rock 'n' roll, battute e luoghi comuni dei più giovani.

Secondo James Smythe del The Guardian, Pennywise non è l'incarnazione del male e del suo consapevole rifiuto, che invece risiederebbe nel Club dei Perdenti, nel passato famigliare e nei beni che li trasformarono in paria.

## Reazioni
It è entrato a far parte dei best seller dell'epoca, ed è diventato uno dei libri più popolari tra i fan dello scrittore. Il romanzo è ispirato ai suoi miti di gioventù sul quale prevale l'ottenebrante presenza di H.P. Lovecraft soprattutto nella figura del personaggio di It e nella presenza "dell'altro" oltre ad It e la tartaruga. L'antagonista è un mostro assassino di bambini e senza un aspetto preciso. Nonostante prenda maggiormente le connotazioni di un classico della letteratura horror, la fine della storia svolta decisamente verso un tipo di ambientazione fantasy, che King delineerà meglio con la stesura della saga della Torre Nera.

## Altri media
Il romanzo è presente nei primi minuti del film fantastico del 2001 Donnie Darko, dove il personaggio Rose Darko (Mary McDonnell) ne legge un'edizione paperback mentre sta seduta in giardino.

## Richiami ad altre opere
- Il personaggio di It rimanda all'universo fantastico di Howard Phillips Lovecraft e ai miti di Cthulhu e in particolare al racconto Il modello di Pickman, un personaggio di tale nome indicato come originario di Boston è nominato in una pagina del romanzo.
- I condotti fognari dei Barren vengono spesso paragonati da Ben Hascom ai condotti sotterranei dei Morlock, facendo riferimento al romanzo La macchina del tempo di H.G. Wells.
- In una pagina del suo libro lo scrittore inserisce il nome di un personaggio di Shining: il cuoco di colore Dick Hallorann, che grazie alle sue doti paranormali, riuscirà a salvare alcuni dei suoi amici (tra cui il padre di Mike Hanlon) dal terribile incendio del Punto Nero, una scalcinata locanda adibita a luogo di ritrovo per persone di colore.
- La città dove si svolge la storia, Derry, viene citata in diversi altri libri di King (es. Insomnia, L'acchiappasogni o 22/11/'63).
- Derry e Pennywise appaiono brevemente anche nel romanzo, sempre di King, Le creature del buio (The Tommyknockers).
- Una delle vittime di Pennywise è una ragazza madre di sedici anni il cui compagno (o uno dei tanti che frequentava) è rinchiuso per rapina a Shawshank, carcere in cui è ambientato il racconto Rita Hayworth e la redenzione di Shawshank.
- Ne L'acchiappasogni (2001) compare la scritta "PENNYWISE VIVE" sul monumento alla memoria dei bambini uccisi, insieme ai nomi dei sette protagonisti di It, seguiti dalla firma "il club dei perdenti" .
- I "Pozzi Neri" sono menzionati molte volte nella serie La Torre Nera.
- Nel romanzo Insomnia (1994) ci sono molte analogie tra Pennywise e il Re Sanguinario.
- La macchina stregata Christine, sulla quale Henry Bowers raggiunge in hotel i Perdenti nella seconda parte del romanzo, è un riferimento ad un altro romanzo di King: Christine - La macchina infernale (1983).
- Lo scioglilingua ripetuto da Bill Danborough ("Stanno stretti sette spettri sotto i letti a denti stretti") viene usato anche da Mark Petrie nel romanzo Le notti di Salem (1975)
- In una pagina del libro viene citata una strage fatta da un poliziotto a Castle Rock, la catastrofe menzionata all'inizio del romanzo di Stephen King Cujo (1981) e su cui si incentra la prima parte de La zona morta (1979).
- In una pagina del libro viene menzionata una cittadina con un tasso di criminalità quasi inesistente, fatto attribuito ad una sostanza presente nell'acqua. Questa cittadina fa riferimento a quella nel racconto La fine del gran casino inserito nella raccolta di Stephen King Incubi & deliri (1993).
- In una pagina del libro viene menzionata una strage di bambini ad Atlanta. Questo avvenimento è un fatto di cronaca nera; ovvero l'omicidio di 24 ragazzini ad Atlanta avvenuto negli anni 1979, 1980 e 1981.

## Adattamenti

### Televisione
Nel 1990, dal libro è stata tratta una miniserie televisiva con Tim Curry nella parte di It/Pennywise,. John Ritter in quella di Ben Hanscom, Harry Anderson in quella di Richie Tozier, Richard Masur in quella Stan Uris, Tim Reid in quella di Mike Hanlon, Annette O'Toole in quella di Beverly Marsh, Richard Thomas in quella di Bill Denbrough, Olivia Hussey in quella di Audra Phillips, Dennis Christopher in quella di Eddie Kaspbrak e Michael Cole in quella di Henry Bowers. Le versioni dei protagonisti quando erano ragazzini sono state interpretate da Brandon Crane (Ben), Seth Green (Richie), Ben Heller (Stan), Marlon Taylor (Mike), Emily Perkins (Beverly), Jonathan Brandis (Bill), Adam Faraizl (Eddie) e Jarred Blancard (Henry). La miniserie è stata diretta da Tommy Lee Wallace e scritta da Wallace e Lawrence D. Cohen.

### Cinema
Nel 2014 la New Line Cinema ha avviato l'adattamento del romanzo di Stephen King. Il produttore Seth Grahame-Smith ha confermato che il film sarà diviso in due parti, la prima ambientata nel 1988-89 e la seconda ai giorni nostri. Per la stesura della sceneggiatura sono stati contattati Chase Palmer, David Kajganich e Cary Fukunaga. Quest'ultimo avrebbe dovuto dirigere il film ma, in seguito al sorgere di forti divergenze creative con la produzione, abbandonò il progetto al termine della realizzazione della sceneggiatura. La New Line ha contattato Andrés Muschietti, già regista de La madre, in sostituzione di Fukunaga. Il ruolo di Pennywise è stato ricoperto da Bill Skarsgård. La prima parte è uscita il 19 ottobre 2017 in Italia, la seconda il 5 settembre 2019.

## Edizioni
- Stephen King, It, traduzione di Tullio Dobner, collana Narrativa, Sperling & Kupfer, 1987,  p. 1248, ISBN 88-200-0705-3.
- Stephen King, It, traduzione di Tullio Dobner, Euroclub, 1988,  p. 904.
- Stephen King, It, traduzione di Tullio Dobner, collana Superbestseller Paperback, Sperling & Kupfer, 1990,  p. 1238, ISBN 88-7824-081-8.
- Stephen King, It, traduzione di Tullio Dobner, Club degli Editori, 1991,  p. 1240.
- Stephen King, It, traduzione di Tullio Dobner, collana Pickwick, Sperling & Kupfer, 2013,  p. 1315, ISBN 978-88-6836-026-9.
- Stephen King, It, traduzione di Tullio Dobner, collana Pandora, Sperling & Kupfer, 2017,  p. 1216, ISBN 978-88-200-6290-3.
- Stephen King, It, traduzione di Tullio Dobner, collana Pickwick Big, Sperling & Kupfer, 2018,  p. 1200, ISBN 978-88-6836-464-9.
- Stephen King, It, traduzione di Tullio Dobner, collana Pickwick Big, Sperling & Kupfer, 2019,  p. 1216, ISBN 978-88-6836-562-2.